# ويليام ميدلتون
ويليام ميدلتون (بالإنجليزية: William Middleton)‏ هو لاعب كرة قدم أمريكية أمريكي، ولد في 28 يوليو 1986 في نيويورك في الولايات المتحدة.

## وصلات خارجية
- ويليام ميدلتون على موقع مرجع كرة القدم المحترفة.كوم (الإنجليزية)